# 武石ともしび博物館
武石ともしび博物館（たけしともしびはくぶつかん）は、長野県上田市にある博物館。行灯や燭台、ランプといった灯火器具の収集、展示を行っている。

## 構成
当館は展示館・伝承館・茶室・体験館といった個々の建物からなり、灯火器具とその関連資料として版画や図書など千数百点を収蔵している。各棟の概要は以下の通り。
展示館
灯火器具とその関連資料を展示。展示物は燃料や用途によって分けて配置され、テーマごとに解説用の動画が用意されている。
伝承館
農家や商家をイメージした建物内に灯火器具を展示。生活や祭事に関わりのある火について、18分間の動画を用いて解説する。
茶室「煌庵」
灯火と茶道との関係性を見出し、茶室を設置。茶会や茶道教室が催される。
体験館
マイギリ式や火打石式による火起こしや、ろうそくの手作り、キットを用いた灯火器具の組み立てといった作業を体験することができる。

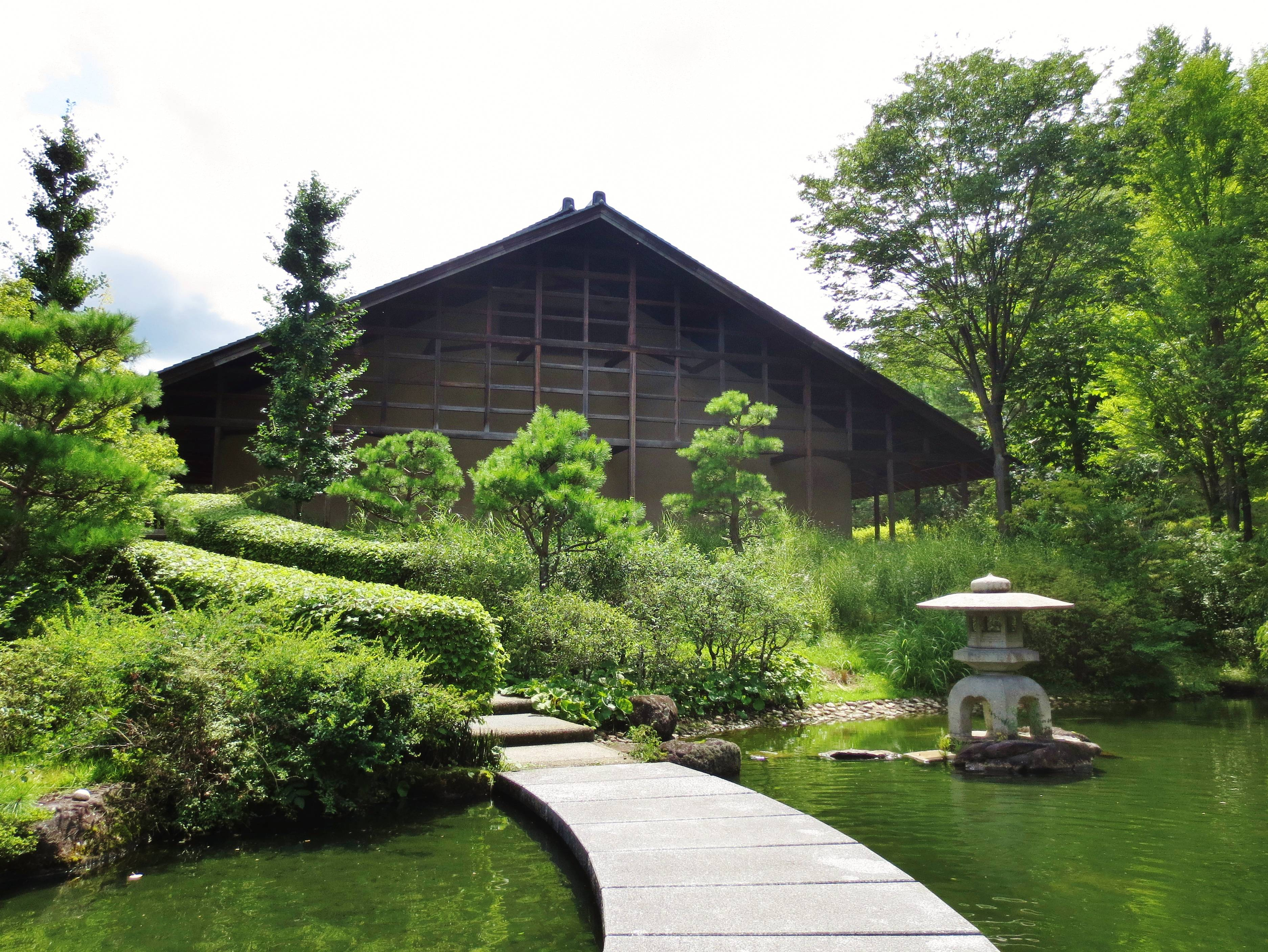
展示館
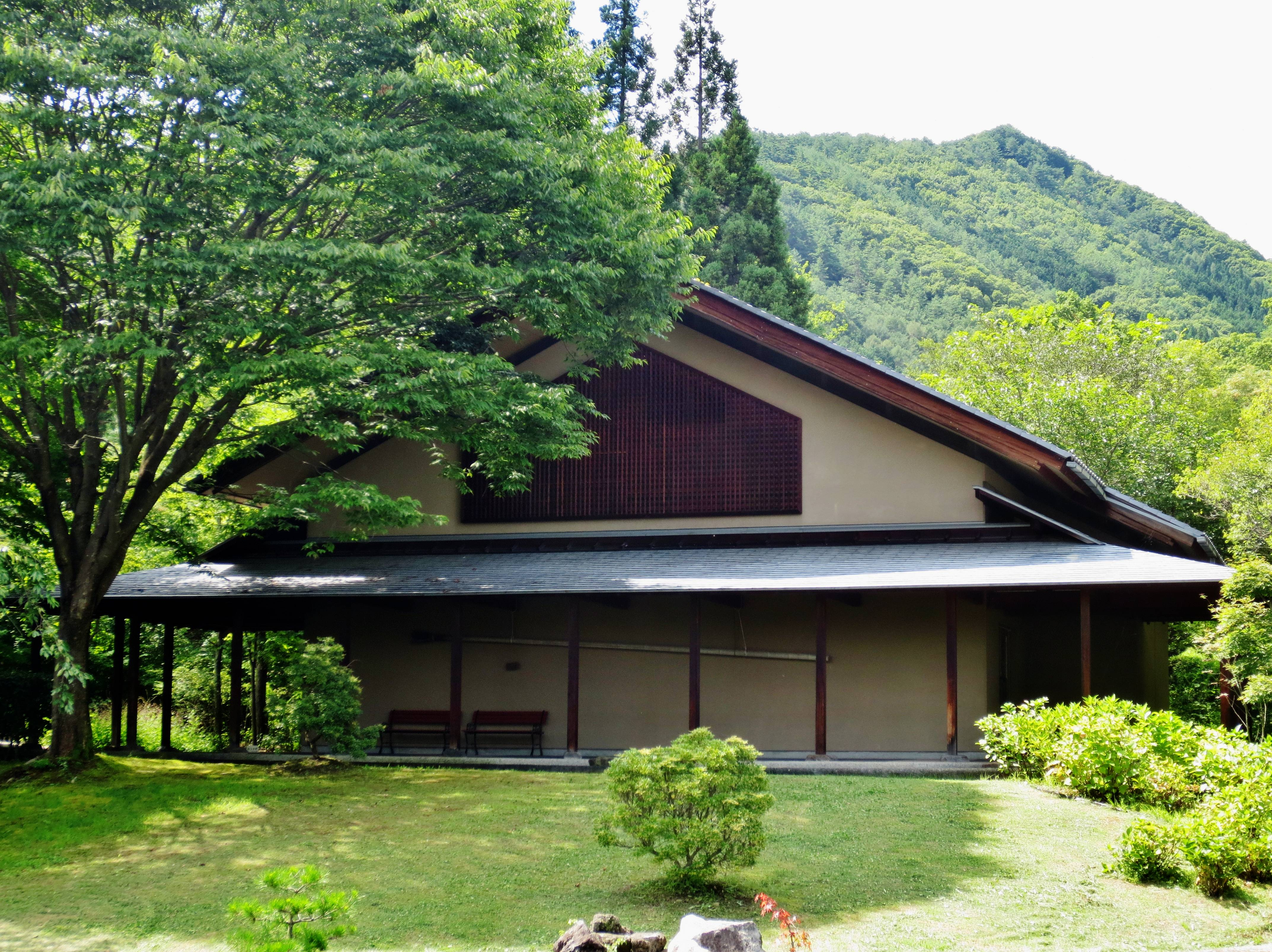
伝承館（建物全体）
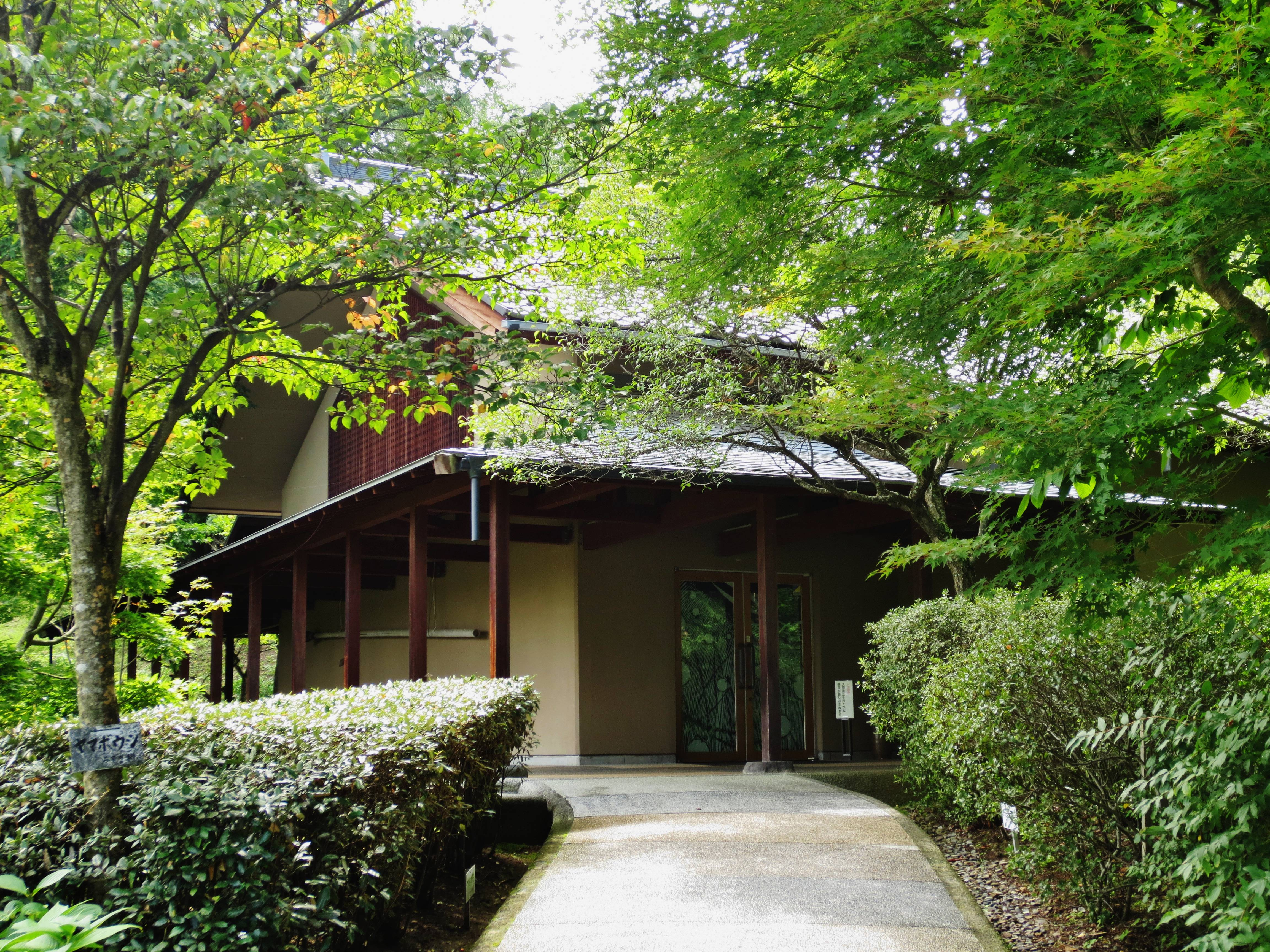
伝承館（建物入口）
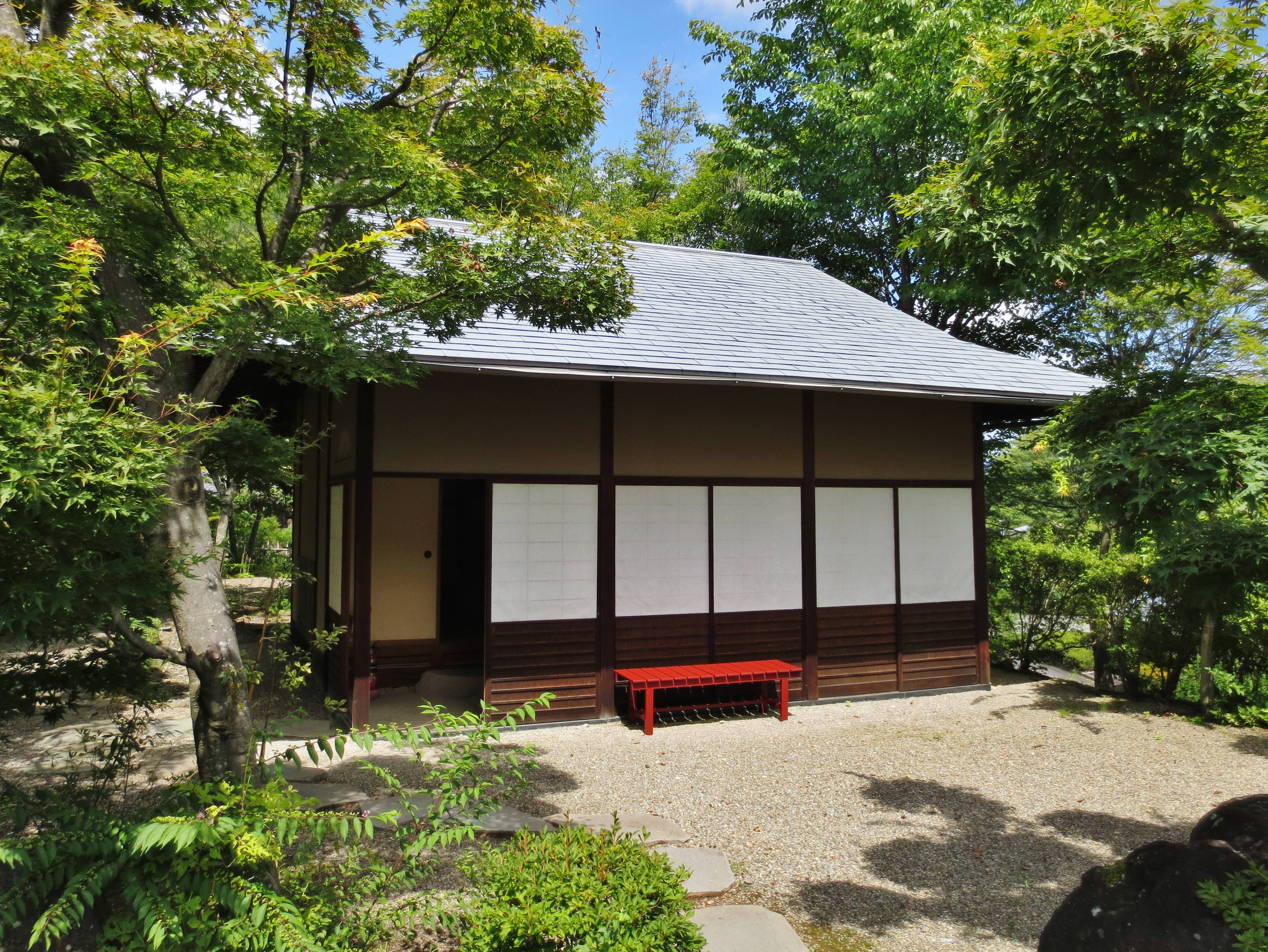
茶室
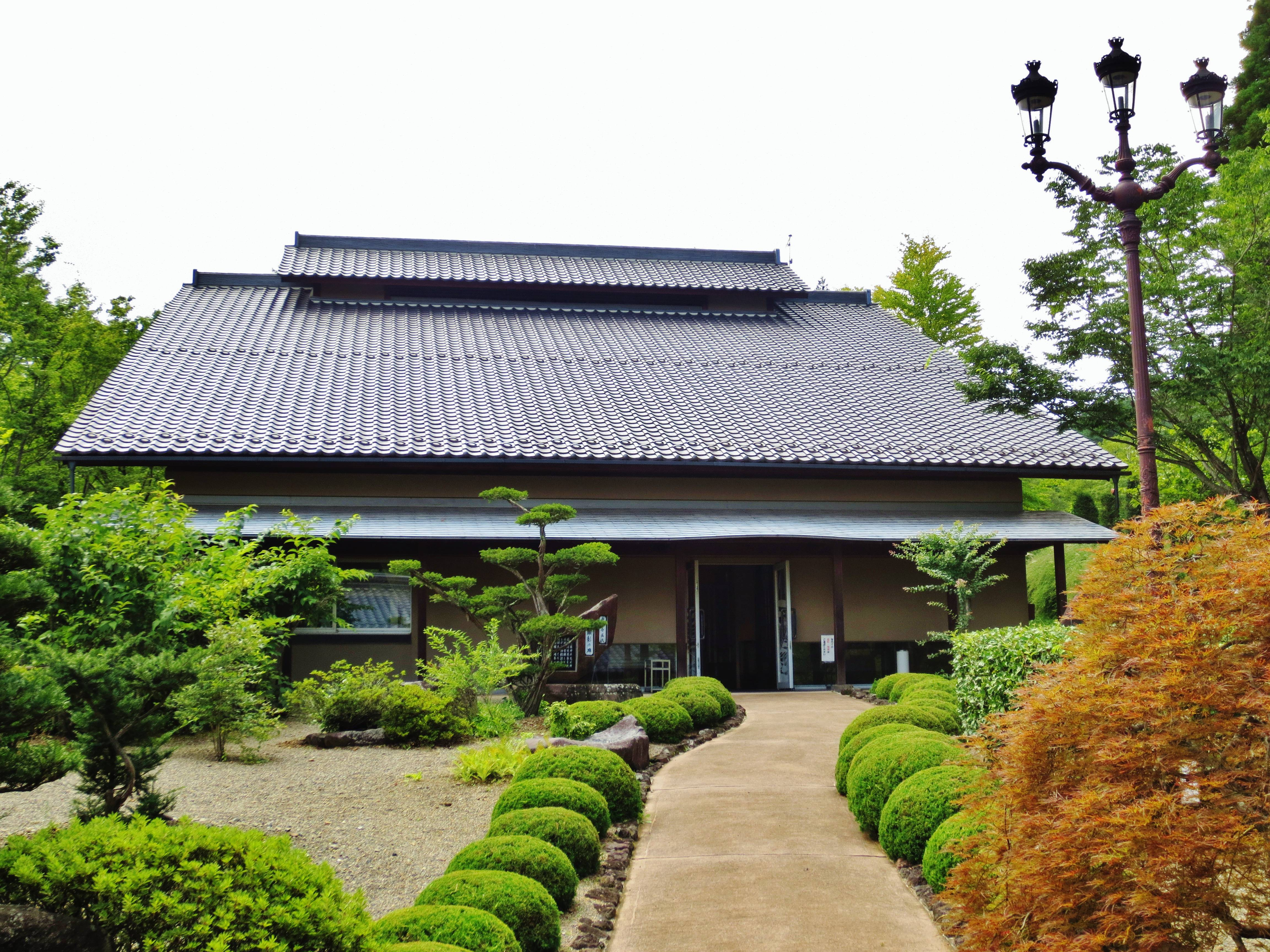
体験館
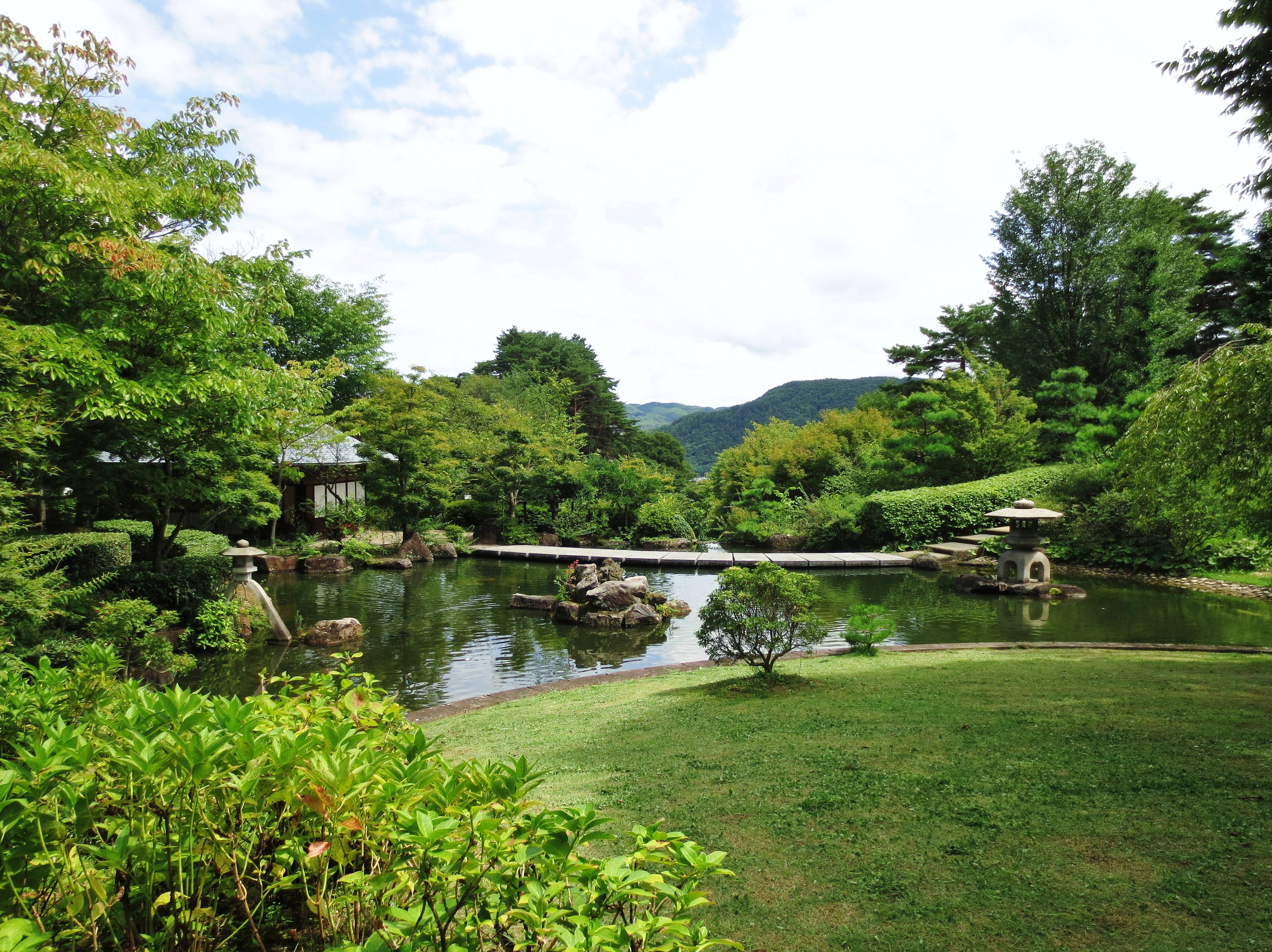
日本庭園

## 歴史
当館は長野県小県郡武石村の村制施行100周年を記念して建設され、1989年（平成元年）11月3日に開館した。武石村は2006年（平成18年）3月6日に丸子町、真田町とともに上田市へと合併（平成の大合併）。現在の担当は上田市教育委員会である。

## 交通アクセス
公共交通機関
JR・しなの鉄道・上田電鉄 上田駅から路線バスで60分間、さらに徒歩で10分間。
千曲バスが上田駅からの路線バス「武石線」を運行している。当館から距離を置いた場所に「下武石」バス停がある。
自家用自動車
上信越自動車道・東部湯の丸インターチェンジから18キロメートル、30分間。
駐車場は普通車30台・大型バス5台が駐車可能であり、休息所や公衆便所が併設されている。